# Andreas Thiel
Andreas Thiel (Lünen, 3 de março de 1960) é um ex-jogador de handebol profissional alemão. Ganhou medalha de prata nos Jogos Olímpicos de Verão de 1984.
Andreas Thiel fez 17 partidas em três Olimpíadas como goleiro. 